# Xavier Marmier
Pour les articles homonymes, voir Marmier.
Xavier Marmier, né le 22 juin 1808 à Pontarlier et mort le 11 octobre 1892 à Paris 7e, est un homme de lettres français, voyageur et traducteur des littératures européennes du Nord.

## Biographie

### Jeunesse
Son père, Jean-François-Xavier, descend d'une ancienne famille du village de Frasne. Catholique et royaliste, elle compte plusieurs prêtres, et à la Révolution, leurs biens sont en partie saisis. Jean-François-Xavier est successivement soldat, clerc, receveur des douanes. À Pontarlier, il rencontre et épouse Marie Gabrielle Honorine Maillot ; ensemble ils ont six enfants, deux filles, Xavier, et trois autres garçons:11.
Son enfance est heureuse. Il a déjà soif de découvertes : à sept ans il s'enfuit de sa famille pour voyager, sans argent, vers la Suisse:17. Il s'échappe au bout d'un an du séminaire de Nozeroy où il a été placé, sa famille n'étant pas riche:18.
En 1828, il va à Besançon. Son ami Charles Weiss lui propose une place de sous-bibliothécaire qu'il refuse:20. Il voyage alors, à Paris, dans les Pyrénées, à Londres:25. Il rentre en Franche-Comté, et rédige dans un journal, l'Impartial:26. Il rêve d'une chaire de littérature, et obtient à l'unanimité le prix d'histoire de l'Académie des sciences, belles-lettres et arts de Besançon:27 : sa situation s'améliore, le préfet promet un meilleur emploi pour son père, on lui propose de publier un volume.

### Voyages
En 1831, il s'installe en Allemagne à Leipzig, puis à Dresde:31, et enfin à Berlin. Il contribue à la Revue germanique ainsi qu’à d’autres journaux. Il réalise des traductions et écrit des études littéraires, par exemple son étude sur Johann Wolfgang von Goethe en 1835, qui est bien reçue:39. Il s'intéresse aux langues étrangères, à leur comparaison ; persévérant et doué, il apprend ainsi l'allemand et le russe:3).
Il prend part ensuite à plusieurs expéditions maritimes en Islande et en Scandinavie à bord du navire La Recherche. Il apprend le danois et l'islandais et publie son livre sur l'Islande sous la forme de dix lettres:43.
En 1839, il est nommé professeur de littérature étrangère à la faculté de Rennes, mais repart quelques mois plus tard pour le pôle Nord.
De retour à Paris, il est nommé bibliothécaire au ministère de l’Instruction publique. Il voyage ensuite aux Pays-Bas, en Finlande, en Russie et en Pologne, puis au Moyen-Orient et en Algérie. En 1846, il devient conservateur puis administrateur général de la Bibliothèque Sainte-Geneviève de Paris et historiographe du ministère de la Marine. Il a été directeur de la Revue germanique (de).
Le 9 septembre 1848, il repart pour l’Amérique, où il visite successivement Cuba, l’Argentine et l’Uruguay. Il regagne ensuite la France en août 1850, mais il entreprend deux ans plus tard un périple qui le conduit en Allemagne, en Suisse, en Italie et au Monténégro.
De tous ses voyages, il rapporte des récits ainsi que des écrits sur la littérature, l’histoire et la géographie des régions qu’il parcourt. Sa période canadienne a fait l’objet d’une étude de Jean Ménard.

### Reconnaissance et postérité
Auteur non seulement de récits de voyage mais aussi de traductions, de poèmes et de romans, Xavier Marmier a surtout contribué à faire connaître en France la littérature scandinave et germanique. Ses voyages et ses livres lui font rencontrer nombre de têtes couronnées, il est apprécié dans les salons:58.
Il épouse une femme originaire de Franche-Comté ; une année plus tard, elle meurt avec leur enfant:60.
Il est élu membre de l’Académie française le 19 mai 1870 et fait partie de la commission du Dictionnaire. Il est élevé au rang d’officier de la Légion d’honneur le 24 mai 1873.
En 1876 et 1877, il se présente deux fois comme candidat légitimiste conservateur aux élections législatives pour l'arrondissement de Pontarlier et échoue face à son adversaire républicain.
Sa santé se dégrade progressivement ; à partir de 1879 il ne quitte plus beaucoup Paris et doit refuser une mission de représentation au Canada:97. L'ancien voyageur intrépide mène une vie calme, au milieu des livres.
Bibliophile, il laisse dans son testament 6 000 ouvrages à la bibliothèque de Pontarlier et 1 000 francs aux bouquinistes des quais de Paris. Il lègue également de l'argent à des institutions charitables, 30 000 francs à l'Académie pour aider les écrivains pauvres.
Selon son biographe Camille Aymonier (1866-1951), Xavier Marmier était meilleur voyageur et critique qu'écrivain et poète en dépit de son abondante production. Mais s'il est longtemps tombé dans l'oubli, il n'en est plus de même aujourd'hui, car plusieurs de ses ouvrages ont été réédités depuis 2009, notamment par Hachette.

## Membre de sociétés savantes
- Académie des sciences, belles-lettres et arts de Besançon et de Franche-Comté[8]
- Académie française (1870)

## Œuvres
- 1830 : Esquisses poétiques
- 1833 : Pierre, ou les suites de l'ignorance
- 1833-1837 : Choix de paraboles de Krummacher, 2 vol.
- 1835 : Études sur Gœthe
- 1837 : Lettres sur l'Islande
- 1838 : Langue et littérature islandaises
- 1838 : Histoire de l'Islande depuis sa découverte jusqu'à nos jours
- 1839 : Histoire de la littérature en Danemark et en Suède
- 1840 : Lettres sur le Nord : Danemark, Suède, Norvège, Laponie et Spitzberg, 2 vol. Réédition 2011. Éditions d'Héligoland  (ISBN 978-2-914874-80-9).
- 1841 : Souvenirs de voyages et traditions populaires
- 1842 : Chants populaires du Nord
- 1842 : Lettres sur la Hollande
- 1844 : Poésies d'un voyageur
- 1844 : Relation des voyages de la commission scientifique du Nord, 2 vol.
- 1845 : Nouveaux souvenirs de voyages en Franche-Comté
- 1847 : Du Rhin au Nil, 2 vol.
- 1847 : Lettres sur l'Algérie
- 1848 : Lettres sur la Russie, la Finlande et la Pologne, 2 vol.
- 1851 : Les Âmes en peine, contes d'un voyageur
- 1851 : Lettres sur l'Amérique, 2 vol.
- 1852 : Les Voyageurs nouveaux, 3 vol.
- 1854 : Lettres sur l'Adriatique et le Monténégro, 2 vol.
- 1854 : Les Perce-neige
- 1854 : Du Danube au Caucase
- 1855 : Aventures d'une colonie d'émigrants en Amérique ( traduction )
- 1855 : Nouvelles danoises. traduites par X. Marmier. 1855
- 1856 : Un été au bord de la Baltique
- 1856 : Au bord de la Néva
- 1857 : Les Quatre âges
- 1857 : Les Drames intimes, contes russes
- 1858 : Les Fiancés de Spitzberg
- 1858 : La Forêt noire
- 1858-1859 : Voyage pittoresque en Allemagne, 2 vol.
- 1859 : En Amérique et en Europe
- 1860 : Gazida
- 1860 : Histoires allemandes et scandinaves
- 1861 : Voyage en Suisse
- 1862 : Hélène et Suzanne
- 1862 : Voyages et littérature
- 1863 : En Alsace : l'avare et son trésor
- 1864 : En chemin de fer
- 1864 : Nouvelles de l'Est et de l'Ouest
- 1864 : Les Mémoires d'un orphelin
- 1864 : Le Roman d'un héritier1865 ;
- 1865 : Sous les sapins Nouvelles du Nord
- 1866 : Histoire d'un pauvre musicien (1770-1793)
- 1867 : De l'Est à l'Ouest, voyages et littérature
- 1868 : Les Drames du cœur
- 1868 : Les Hasards, contes de la vie
- 1869 : Dernières glanes
- 1873 : Impressions et souvenirs d'un voyageur chrétien
- 1873 : Robert Bruce : comment on reconquiert un royaume
- 1874 : Les États-Unis et le Canada. Récits américains
- 1874 : Trois jours de la vie d'une reine
- 1876 : La Vie dans la maison
- 1876 : La maison
- 1876 : En pays lointains
- 1877 : À la maison
- 1879 : Nouveaux récits de voyages
- 1880 : Antonia
- 1882 : Légendes des plantes et des oiseaux
- 1883 : À la maison. Études et souvenirs
- 1884 : En Franche-Comté
- 1884 : Le Succès par la persévérance
- 1885 : Passé et présent
- 1886 : Récits de voyage
- 1889 : À travers les tropiques
- 1890 : Au Sud et au Nord
- 1890 : Prose et vers
- 1892 : Contes des grands-mères
- 1893 : Diverses curiosités

## Distinctions
- Chevalier de la Légion d'honneur
- Officier de la Légion d'honneur (1873[6])

## Hommages
L'Académie française crée le prix Xavier-Marmier en 1897. Il est attribué à un écrivain dans une situation difficile.

## Lieux portant son nom
- Le Lycée Xavier-Marmier à Pontarlier.
- Le canton Marmier, dans la province de Québec (Canada).
- Les rues Xavier Marmier, à Pontarlier et à Besançon.
- L'École primaire de Frasne